# Hard for Me
Hard for Me è il singolo di debutto del cantante e attore italiano Michele Morrone, pubblicato il 24 giugno 2020 come primo estratto dall'album Dark Room.

## Remix
Il 7 agosto viene pubblicata con il produttore discografico tedesco una versione remix del brano .

## Tracce
1. Hard for Me – 2:53
2. Hard for Me (R3hab Remix) – 2:13